# Pardosella maculata
Pardosella maculata là một loài nhện trong họ Lycosidae.
Loài này thuộc chi Pardosella. Pardosella maculata được Lodovico di Caporiacco miêu tả năm 1941.